# Brevicatenospora enteroproliferata
Brevicatenospora enteroproliferata är en svampart som beskrevs av R.F. Castañeda, Minter & Saikawa 2006. Brevicatenospora enteroproliferata ingår i släktet Brevicatenospora, klassen Dothideomycetes, divisionen sporsäcksvampar och riket svampar.   Inga underarter finns listade i Catalogue of Life.